# Installation Sonore
Albums de Rinôçérôse
Retrospective Music Kills Me
Installation Sonore est un album du groupe Rinôçérôse. Il est sorti en 1999.

## Liste des titres
| 1.    | La Guitaristic House Organisation                         | 7:09 |
| 2.    | Radiocapte                                                | 5:30 |
| 3.    | Sublimior                                                 | 5:33 |
| 4.    | Le Mobilier                                               | 4:20 |
| 5.    | 323 Secondes De Musique Répétitive Avec Guitare Espagnole | 5:23 |
| 6.    | Mes Vacances à Rio                                        | 6:29 |
| 7.    | Popular Mechanics                                         | 4:45 |
| 8.    | I Love Ma Guitare                                         | 5:17 |
| 9.    | "Rock Classics" Volume I                                  | 5:20 |
| 10.   | Le Triangle                                               | 5:20 |
| 55:07 |                                                           |      |